# Теорема Гротендика о расщеплении
Теорема  Гротендика о расщеплении даёт классификацию голоморфных векторных расслоений над комплексной проективной прямой.
А именно, она утверждает, что каждое голоморфное векторное расслоение над {\displaystyle \mathbb {C} \mathrm {P} ^{1}} является прямой суммой голоморфных 1-мерных расслоений.

## История
Теорема названа в честь Александра Гротендика, доказавшего её в 1957 году.
Она эквивалентна теореме, доказанной ранее Джорджем Биркгофом в 1913 году,
но была известна уже в 1908 году Йосипу Племелю
и в 1905 году Давиду Гильберту.

## Формулировки
Формулировка Гротендика
Каждое голоморфное векторное расслоение {\displaystyle {\mathcal {E}}} над {\displaystyle \mathbb {C} \mathrm {P} ^{1}} голоморфно изоморфно прямой сумме линейных расслоений:
{\displaystyle {\mathcal {E}}\cong {\mathcal {O}}(a_{1})\oplus \cdots \oplus {\mathcal {O}}(a_{n}),}
где {\displaystyle {\mathcal {O}}(a)} обозначает расслоение с классом Черна {\displaystyle a}.
Более того, это представление единственно с точностью до перестановки слагаемых.
Формулировка Биркгофа
Обратимая матрица {\displaystyle M}, каждая компонента которой является многочленом Лорана от {\displaystyle z}, представляется в виде произведения
{\displaystyle M=M^{+}M^{0}M^{-}},
где матрица {\displaystyle M^{+}} — многочлен от {\displaystyle z},
{\displaystyle M^{0}} — диагональная матрица, 
и матрица {\displaystyle M^{-}} — многочлен от {\displaystyle {\tfrac {1}{z}}}.

## Приложения
- Теорема Гротендика о расщеплении используется в доказательстве Микалефа и Мура теоремы о сфере для   положительной комплексифицированной кривизной в изотропных направлениях.

## Вариации и обобщения
- Тот же результат имеет место для алгебраических векторных расслоений над {\displaystyle \mathbb {P} _{k}^{1}}  для любого поля  {\displaystyle k}.[5]